# Mirtazapina
La mirtazapina (Remeron) è un farmaco antidepressivo di seconda generazione appartenente alla classe farmacologica dei NaSSA (Noradrenergic and Specific Serotoninergic Antidepressant) utilizzato nel trattamento della depressione maggiore, dei disturbi d'ansia specie se misti ad insonnia (per via delle sue proprietà sedative) e nei disturbi alimentari come anoressia e bulimia (per via delle sue proprietà antiemetiche e appetito stimolanti) e in alcuni disturbi funzionali intestinali (dispepsia, nausea, intestino irritabile).
È stato approvato dalla Food and Drug Administration (FDA) nel 1996 ed è strettamente correlato al farmaco antidepressivo mianserina.

## Indicazioni e posologia
In Label
Episodi di depressione maggiore
Off-label
- Disturbi alimentari (anoressia, bulimia)[5]
- Disturbi d'ansia (ansia sociale, ansia generalizzata, disturbo ossessivo compulsivo, disturbo da attacchi di panico)[6]
- Disturbo Post Traumatico da Stress[6]
- Insonnia[7] e disturbi del sonno (apnea ostruttiva)[8]
- Nausea, dispepsia funzionale e sindrome dell'intestino irritabile[9]
- Emicrania[10]
- Prurito patologico[11]

### Clinica
La mirtazapina è un composto ben tollerato, particolarmente utile nelle forme caratterizzate da insonnia e nei pazienti che hanno mostrato effetti collaterali non tollerabili con altri farmaci. Mostra un'efficacia comparabile agli antidepressivi triciclici amitriptilina, doxiepina e clomipramina; inoltre sembra essere più efficace di trazodone e fluoxetina (un antidepressivo SSRI).
In una meta-analisi di studio pubblicata nel 2009, la mirtazapina si è dimostrata superiore agli SSRI, agli SNRI, alla reboxetina (un NRI) e al bupropione (un NDRI) nel trattamento della depressione maggiore mostrando un simile profilo di tollerabilità. In uno studio è emerso che i pazienti trattati con mirtazapina hanno il 74% di probabilità in più di sperimentare la riduzione dei sintomi depressivi rispetto a quelli trattati con un SSRI nel corso delle prime 2 settimane. Secondo una revisione di studi la mirtazapina è lievemente più tollerabile degli SSRI ed ha un minore tasso di sospensione della terapia per via degli effetti collaterali.
In uno studio aperto per la valutazione della mirtazapina nel trattamento dell'ansia, è risultato che il 79,5% dei pazienti ha sperimentato un effetto ansiolitico, di cui il 36,4% una piena risoluzione dei sintomi di ansia. In uno studio è stata inoltre utilizzata per ridurre i sintomi di insonnia e nausea nei pazienti trattati con chemioterapia.
L'inizio degli effetti antidepressivi ed ansiolitici è generalmente più rapido rispetto ad altre classi di antidepressivi (come SSRI\SNRI) e si ha all'incirca dopo la prima settimana di trattamento mentre l'effetto massimo si instaura generalmente dopo la seconda settimana. La Mirtazapina ha uno scarso effetto sulla funzione sessuale, per cui può essere preferito in quei pazienti in cui tali effetti collaterali causati da altri antidepressivi risultano intollerabili. Inoltre, per l'azione antagonista sui 5-HT3 può essere utile nei soggetti con disturbi gastrici (nausea e vomito).
Alcuni studi ne hanno dimostrato efficacia nel trattamento dei sintomi psicotici (nel corso del trattamento del Parkinson per via dei suoi effetti antagonistici sul recettore 5-HT2A in analogia a basse dosi di alcuni antipsicotici) e dei sintomi negativi della schizofrenia. Possiede un modesto effetto sugli enzimi citocromiali P450.
Mirtazapina può essere combinato, nel caso di depressioni resistenti al trattamento, con antidepressivi SSRI, SNRI, o TCA con relativa sicurezza. Specie negli USA è diffusa l'associazione con la Venlafaxina che prende il nome di “California Rocket Fuel” e che sembra procurare un tasso di remissione dalla depressione del 75%.
Per via dei suoi effetti sedativi, mirtazapina può essere usata nel trattamento dell'insonnia essendosi infatti dimostrata in grado di migliorare la durata delle fasi di sonno profondo, anticipare l'inizio del sonno e di migliorarne la continuità diminuendo il numero di risvegli notturni. A differenza di altri antidepressivi (come SSRI o MAOI) diminuisce solo lievemente la durata del sonno REM.
L'azione sui recettori oppioidi sembra essere la responsabile del suo effetto contro il dolore cronico e può rappresentare perciò un rimedio alternativo agli analgesici nei pazienti con questa patologia.

## Effetti collaterali
L'effetto collaterale più pronunciato è la sedazione che è molto marcata all'inizio del trattamento, per poi migliorare dopo 7-10 giorni. Possono verificarsi effetti gastrointestinali che tendono a migliorare nel corso delle prime due settimane di trattamento. Ha anche uno spiccato effetto oressizzante. Possono aversi xerostomia, stipsi, affaticamento, vertigini, e ipotensione ortostatica, aumento di colesterolo e trigliceridi; molto raramente possono aversi fenomeni di agranulocitosi e neutropenia che impongono la sospensione del trattamento.
Come altri antidepressivi possono verificarsi effetti collaterali da sospensione (anche se in misura minore rispetto ad altri farmaci antidepressivi come gli SSRI\SNRI) che possono consistere in un peggioramento di ansia e depressione, insonnia, diminuzione dell'appetito e disturbi gastrointestinali, per cui se ne consiglia una sospensione graduale, anche nel corso di diverse settimane.
Il farmaco è relativamente sicuro in overdose, non mostrando effetti cardiotossici a differenza dei triciclici.

## Farmacologia

### Farmacodinamica
La farmacodinamica della mirtazapina è molto complessa ma i suoi effetti antidepressivi ed ansiolitici sono principalmente dovuti al potenziamento della trasmissione noradrenergica, serotoninergica e al contemporaneo antagonismo ad alcuni recettori serotoninergici, mentre i sedativi all'antagonismo al recettore istaminergico H1. Viene venduto come miscela racemica dei composti (S)-(+) e (R)-(-) che possiedono dei profili di affinità leggermente differenti e nel complesso contribuiscono al profilo farmacodinamico del farmaco.
La mirtazapina si comporta come antagonista\agonista inverso sui seguenti recettori:
| Recettore       | Affinità, Ki (nM) | Note |
| --------------- | ----------------- | --- |
| 5-HT2A          | 6.3-69            | L'enantiomero (S)-(+)- è il responsabile dell'antagonismo. L'antagonismo a tale recettore si è dimostrato avere effetto ansiolitico, di miglioramento del sonno e contrasta gli effetti collaterali sulla sfera sessuale |
| 5-HT2B          | 200               | ~20-volte inferiore rispetto all'effetto sui recettori 5-HT2A/5-HT2C |
| 5-HT2C          | 8.9-39            | Agisce come agonista inverso L'enantiomero (S)-(+) è il responsabile di tale azione. L'agonismo inverso a tale recettore si è dimostrato in grado di diminuire il rilascio di dopamina nel sistema limbico e potrebbe essere responsabile in parte degli effetti antidepressivi e contro la dipendenza da sostanze del composto. |
| 5-HT3           | 8.1               | Simile al 5-HT2A/5-HT2C L'enantiomero (R)-(–) antagonizza il recettore 5-HT3. L'antagonismo al recettore 5-HT3 è responsabile degli effetti antiemetici, antidiarroici e contro la sindrome dell'intestino irritabile. Inoltre ha effetti ansiolitici. |
| 5-HT7           | 265               | L'antagonismo a questo recettore è responsabile di effetti antidepressivi, tuttavia l'azione del composto su questo target è debole. |
| α1              | 500               | Azione molto debole su questo recettore. |
| α2A adrenergico | 20                | L'enantiomero (S)-(+) è responsabile dell'antagonismo all'autorecettore. Gli eterorecettori sono invece bloccati da entrambi gli enantiomeri. |
| α2C adrenergico | 18                | L'enantiomero (S)-(+) è responsabile dell'antagonismo all'autorecettore. Gli eterorecettori sono invece bloccati da entrambi gli enantiomeri. Gli eterorecettori sono localizzati sui neuroni serotoninergici e mediano un meccanismo regolativo di tipo feedback nel rilascio di serotonina dai terminali sinaptici: il potente antagonismo a tali recettori α2 sia del sottotipo A che C determinano un aumento del rilascio di serotonina e della noradrenalina. Inoltre determinano un aumento del rilascio di dopamina e noradreanlina specie nel sistema limbico. |
| D1              | 4167              | |
| D2              | >5454             | |
| D3              | 5723              | |
| H1              | 1.6               | Il potente antagonismo a tale recettore è responsabile degli effetti sedativi del farmaco. Tuttavia questi recettori tendono a desensibilizzarsi durante le prime settimane di trattamento così che la sedazione tende a migliorare. Tale antagonismo può migliorare i sintomi di allergie e può essere in parte responsabile degli effetti positivi nei confronti dell'anoressia. |
| mACh            | 670               | L'antagonismo ai recettori colinergici è molto debole per cui il composto è virtualmente privo di effetti collaterali di tipo anticolinergico. |

Per questi sui particolari profili di affinità recettoriale, la mirtazapina ha una efficacia antidepressiva ed ansiolitica spesso superiore ad altri classi di antidepressivi, essendo uno dei pochi antidepressivi in grado di aumentare la trasmissione di serotonina, noradrenalina e dopamina senza interagire però con i meccanismi di reuptake. Tale effetto è infatti dovuto all'antagonismo ai recettori alfa-adrenergici che si comportano da autorecettori (mediano cioè il rilascio di serotonina e noradrenalina attraverso un meccanismo di regolazione detto di feedback negativo) che comporta un aumento del rilascio di questi dai terminali sinaptici. Per questo la mirtazapina è stata definita a volte un "agonista indiretto" dei recettori 5-HT1A la cui attivazione è responsabile dell'azione di molti composti ad azione antidepressiva. Inoltre l'antagonismo ad alcuni sotto tipi di recettori va a diminuire gli effetti collaterali di molti antidepressivi serotoninergici (come ad esempio quelli di tipo gastrointestinali e sulla sfera sessuale, tipici degli SSRI\SNRI) e ad aumentarne l'efficacia nel trattamento di depressione ed ansia.
Sebbene non sia clinicamente rilevante, è stato riscontrato che la mirtazapina agisce come un agonista parziale del Recettore k  degli oppioidi ad alte concentrazioni (EC50 = 7,2 μM).

### Farmacocinetica
L'enantiomero (S)-(+) ha una emivita di 9.9±3 ore mentre l'enantiomero (R)-(–) ha una emivita di 18±2.5 ore.

## Chimica
La mirtazapina ha una struttura chimica costituita da 4 cicli, parzialmente correlata a quella degli antidepressivi triciclici (TCA). Per questo, insieme alla mianserina (differiscono solamente per il fatto che la mirtazapina è un derivato pirido-benzoazepinico, mentre la mianserina è una dibenzoazepina), vengono generalmente chiamati anche antidepressivi tetraciclici. Il farmaco è in realtà una miscela racemica dei due enantiomeri che hanno una leggermente diversa attività farmacologica.